# نقطة البداية
نقطة البداية هو فيلم من نوع كوميديا أُصدر في 2011. الفيلم من إخراج Lionel Steketee ‏، أما السيناريو فكان من كتابة Fabrice Éboué ‏.

## طاقم التمثيل
- إريك إيبواني
- Max Baissette de Malglaive  [لغات أخرى]‏
- Étienne Chicot [الإنجليزية]‏
- بلانش جاردين
- كاثرين حوسمالان
- David Salles [الإنجليزية]‏
- Doudou Masta [الإنجليزية]‏
- Fabrice Éboué  [لغات أخرى]‏
- Franck de Lapersonne [الإنجليزية]‏
- نيكولا مارييه
- Stéfi Celma [الإنجليزية]‏
- Thomas N'Gijol  [لغات أخرى]‏
- Vincent Solignac  [لغات أخرى]‏
- جوزفين دي ميو

## الإنتاج
موسيقى الفيلم التصويرية كانت من تأليف Alexandre Azaria ‏.

## وصلات خارجية
- نقطة البداية على موقع IMDb (الإنجليزية)
- نقطة البداية على موقع ألو سيني (الفرنسية)
- نقطة البداية على موقع فيلمافينيتي (الإسبانية)
- نقطة البداية على موقع قاعدة بيانات الفيلم (الإنجليزية)
- نقطة البداية على موقع ليتربوكسد (الإنجليزية)
- نقطة البداية على موقع كينوبويسك (الروسية)